# Brodequins (torture)
Pour les articles homonymes, voir Brodequin.

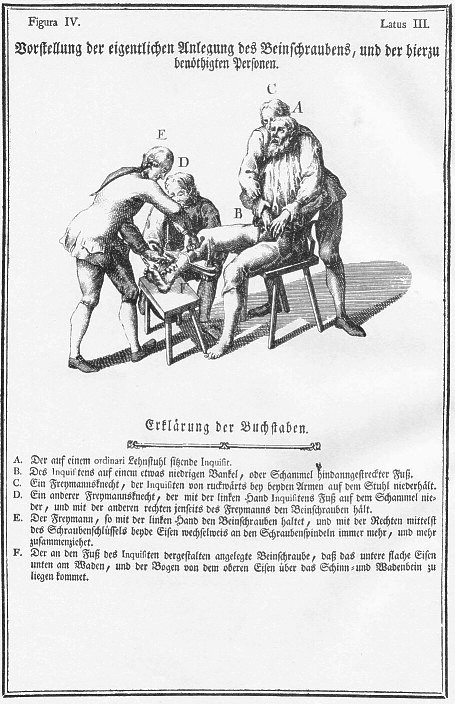
Illustration issue du Codex theresianus (Autriche, 1768).

La torture des brodequins fut utilisée en France jusqu'en 1780 pour soutirer des aveux. Inscrit dans le système judiciaire du Moyen Âge et de l'Ancien Régime, ils étaient conçus pour broyer les jambes. Les blessures étaient souvent si sévères que les os éclataient.

## Utilisation
L'accusé était assis sur un fauteuil massif. Deux planches étroites et solides étaient alors fermement attachées de part et d'autre de chaque jambe, et une corde solide liait étroitement les quatre planches entre elles. Des coins étaient ensuite enfoncés à coups de marteau entre les deux planches centrales, ce qui, en resserrant les planches autour des jambes de l'accusé, leur imprimait une force cruelle.
Le nombre de coins variait : quatre pour la question ordinaire, huit pour la question extraordinaire.
Souvent, pour la question ordinaire, des bas en parchemin étaient appliqués humides aux jambes du prisonnier. Quand on approchait cette jambe du feu, le parchemin se rétractait violemment, causant une douleur terrible.

## Reprises artistiques
Brodequin est un groupe de musique qui a publié un album appelé Instruments of Torture.
Au chapitre 63 de La Reine Margot, Alexandre Dumas met en scène un gentilhomme torturé par des brodequins (mais le bourreau étant complice, ce sont des brodequins inoffensifs).
Dans Le Parfum, de Patrick Süskind, Grenouille subit diverses tortures visant à lui faire avouer le mobile de ses crimes, parmi lesquelles les brodequins.
Esmeralda, dans le roman de Victor Hugo Notre-Dame de Paris, accusée de sorcellerie et soupçonnée d'avoir tué Phœbus de Châteaupers, est soumise à la question par application des brodequins.
Dans le roman Manuscrit trouvé à Saragosse de Jan Potocki (premier décaméron, 4e journée de la version "manuscrit de Pontarlier" daté de 1804), Alphonse, pour avoir couché avec « deux infantes de la cour de Lucife », est menacé de subir la torture dit « du brodequin » par un inquisiteur non nommé qui donne force détails sur son fonctionnement et ses conséquences.